# 布拉德福德城足球俱乐部
巴拉福特城足球會（英語：Bradford City Association Football Club），英格蘭東北部西约克郡號稱全球的紡織品首都的職業足球隊，現時在英格蘭甲級聯賽作賽。球隊原名為曼寧厄姆（Manningham）的欖球隊，是北部欖球聯盟（Northern Rugby Union）的創始成員，於1903–04年轉為足球隊，由於希望在這欖球狂熱地區推廣足球競賽，於1903年獲邀加入足球聯盟時布萊德福甚至未擁有球隊。綽號"矮腳雞"（The Bantams），傳言在1911年球隊在出戰足總杯決賽途中，有一隻矮腳雞停於球員巴士上，結果奪得冠軍，因幸運象徵而自稱矮腳雞，亦有稱球隊早年其中一套球衣類似矮腳雞而得名。

## 大事紀年
| 年 份   | 事 項 |
| ------- | --- |
| 1903    | 獲選加入足球聯盟乙組聯賽                                                                                        |
| 1907-08 | 乙組聯賽冠軍，升級甲組                                                                                          |
| 1910-11 | 決賽0-0，重賽1-0擊敗，足總杯冠軍                                                                                |
| 1922    | 甲組聯賽排第廿一位，降級乙組                                                                                    |
| 1927    | 乙組聯賽排第廿二位，降級北區丙組                                                                                |
| 1928-29 | 北區丙組聯賽冠軍，升級乙組                                                                                      |
| 1937    | 乙組聯賽排第廿一位，降級北區丙組                                                                                |
| 1958-59 | 聯賽重組後被置於丙組聯賽                                                                                        |
| 1961    | 丙組聯賽排第廿二位，降級丁組                                                                                    |
| 1968-69 | 丁組聯賽排第四位，升級丙組                                                                                      |
| 1972    | 丙組聯賽排第廿四位，降級丁組                                                                                    |
| 1976-77 | 丁組聯賽排第四位，升級丙組                                                                                      |
| 1978    | 丙組聯賽排第廿二位，降級丁組                                                                                    |
| 1981-82 | 丁組聯賽亞軍，升級丙組                                                                                          |
| 1984-85 | 丙組聯賽冠軍，升級乙組                                                                                          |
| 1987-88 | 乙組聯賽排第四位，附加賽第一輪兩回合累計2-3負於                                                                 |
| 1990    | 乙組聯賽排第廿三位，降級丙組                                                                                    |
| 1992-93 | 超聯成立，丙組改組成乙組〈III〉                                                                                 |
| 1995-96 | 乙組〈III〉聯賽排第六位，附加賽準決賽兩回合累計3-2擊敗黑池，溫布萊決賽2-0擊敗，升級甲組〈II〉                   |
| 1998-99 | 甲組〈II〉聯賽亞軍，升級超級聯賽                                                                                |
| 2001    | 超級聯賽排第廿位，降級甲組〈II〉                                                                                |
| 2004    | 甲組〈II〉聯賽排第廿三位，降級乙組〈III〉。乙組〈III〉更名「甲級聯賽」                                          |
| 2006-07 | 甲級聯賽聯賽排第廿二位，降級乙級聯賽                                                                            |
| 2012-13 | 決賽0-5負於，聯賽盃亞軍；英乙聯賽排第七位，附加賽準決賽兩回合累計5-4擊敗保頓艾爾賓，溫布萊決賽3-0擊敗，升班英甲 |
| 2015-16 | 英甲聯賽排第五位，附加賽準決賽兩回合累計2-4負於                                                                 |
| 2018-19 | 英甲聯賽排第廿四位，降級英乙聯賽                                                                                |

## 近況
參見2015年至2016年英格蘭足球甲級聯賽
- 2015年5月28日，將於來季約滿的領隊（Phil Parkinson）合約中設有離隊條款，由於未能滿足離隊金額的要求而被拒接觸柏堅遜商討加盟條件[1]。
- 2016年5月22日，據報一個德國財團成功收購球會，聯席主席朱利安·罗兹（英语：Julian Rhodes）和马克·朗（Mark Lawn）將於交易完成後退位[2]。

### 盃賽成績
| 圈數             | 日期           | 主／客   | 對賽球隊 | 紀錄                                                |
| 聯 賽 盃         | 聯 賽 盃       | 聯 賽 盃 | 聯 賽 盃 | 聯 賽 盃                                            |
| ---------------- | -------------- | -------- | -------- | --------------------------------------------------- |
| 第一圈           | 2015年8月11日  | 客       | 約克城   | 負2-2 （页面存档备份，存于） （加時2-2；十二碼2-4） |
| 聯 賽 錦 標      |                |          |          |                                                     |
| 第一圈（北區東） | 輪空           | 輪空     | 輪空     | 輪空                                                |
| 第二圈（北區東） | 2015年10月5日  | 主       |          | 負1-2 （页面存档备份，存于）                        |
| 足 總 盃         |                |          |          |                                                     |
| 第一圈           | 2015年11月8日  | 客       | 艾迪索特 | 和0-0 （页面存档备份，存于）                        |
| 第一圈（重賽）   | 2015年11月18日 | 主       | 艾迪索特 | 勝2-0 （页面存档备份，存于）                        |
| 第二圈           | 2015年12月6日  | 主       | 切舍姆聯 | 勝4-0 （页面存档备份，存于）                        |
| 第三圈           | 2016年1月9日   | 客       |          | 和0-0 （页面存档备份，存于）                        |
| 第三圈（重賽）   | 2016年1月19日  | 主       |          | 負0-0 （页面存档备份，存于） （十二碼2-4）          |

## 主場球場

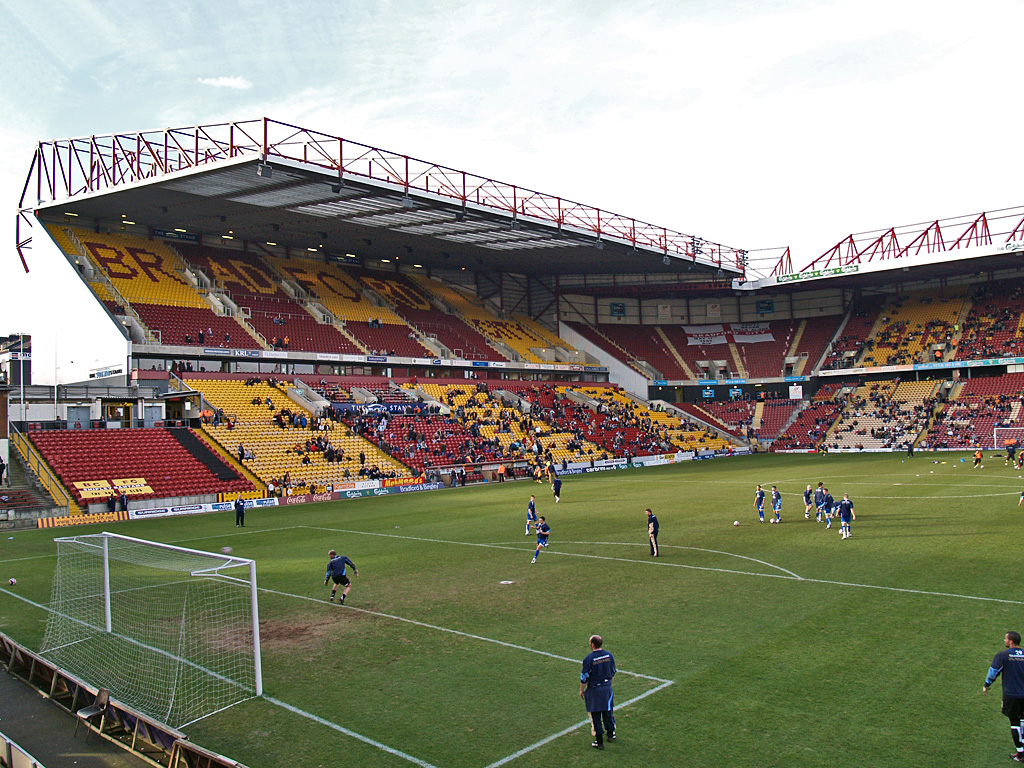
山谷閱兵球場主看台

山谷閱兵球場（Valley Parade）是位於英格蘭東北部西约克郡的足球運動場，現在因冠名合約而更名為「珊瑚窗戶球場」（Coral Windows Stadium），之前曾獲冠名贊助稱為「Intersonic Stadium」、「Pulse Stadium」及｢Bradford and Bingley Stadium」，是巴拉福特城足球會的主場球場，全座席可容納25,136名觀眾。
球場由5個全坐席看台組成，分別為｢JCT600看台｣（JCT600 Stand）、｢山岳看台｣（Kop）、｢米特蘭路看台｣（Midland Road Stand）、｢西北角看台｣（North West Corner）和｢TL達拉斯看台｣（TL Dallas Stand）。5個看台除主看台的少部份外，全部均有頂蓋覆蓋，而除｢米特蘭路看台｣外，全部均為兩層結構。｢JCT600看台｣是當中最大的一座看台，可容9,004名觀眾；接著是可容7,492人的｢山岳看台｣；隨後是｢米特蘭路看台｣的4,500人和｢西北角看台｣的2,300人；5個看台中最小的｢TL達拉斯看台｣的容量僅為1,840人。球場亦設有134個媒體座席。

### 巴拉福特球場慘劇

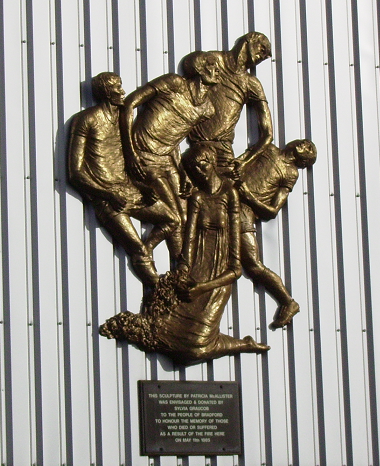
位於主看台的慘劇紀念雕塑

1985年5月11日有超過11,000名球迷在場內慶祝球隊奪得丙組聯賽冠軍，在一週前當巴拉福特以2-0擊敗已確保奪得錦標，當時正進行球季最一場對林肯城的聯賽，冠軍頒獎在賽前舉行，在完半場前已有80年歷史木構的「新雲看台」（Sunwin Stand）發生火警，部分觀眾逃入比賽草坪，但有部分被困於看台通道內，而出口的旋轉入閘機亦被鎖上，導致56人死亡（包括球隊86歲的前主席山姆·弗斯）及超過200人受傷。事後調查發現火警是因積聚於看台底的垃圾意外被觀眾拋棄未熄滅的香煙或火柴點燃而引起。諷刺的是而因巴拉福特升級乙組，球隊原已安排比賽翌日更換球場的木構頂蓋以符合乙組球場的安全標準。球場需關閉迫使巴拉福特在當地的欖球隊的歐賽球場（Odsal Stadium）或哈德斯菲尔德的利兹路球場（Leeds Road ground）進行比賽，直到1986年12月14日才回到重建後的山谷。
巴拉福特安排周年悼念儀式及復活節周末青年足球競賽，吸引當地及林肯城以至歐洲各地的球隊參加，現在的新雲看台亦設置牌匾紀念死者。這次火災連同稍後發生的希爾斯堡球場慘劇亦促使立法規定更安全的球場法例。

## 榮譽
| 榮譽                   | 次數        | 年度        |
| 聯 賽 比 賽            | 聯 賽 比 賽 | 聯 賽 比 賽 |
| ---------------------- | ----------- | ----------- |
| 乙組〈II〉聯賽 冠軍    | 1           | 1907/08年。 |
| 丙組〈III〉聯賽 冠軍   | 1           | 1984/85年； |
| 北區丙組聯賽 冠軍      | 1           | 1928/29年。 |
| 乙組〈III〉附加賽 冠軍 | 1           | 1995/96年； |
| 乙級〈IV〉附加賽 冠軍  | 1           | 2012/13年； |
| 盃 賽 比 賽            |             |             |
| 足總杯 冠軍            | 1           | 1911年 *。  |
| 聯賽盃 亞軍            | 1           | 2013年；    |

*首屆現存足總杯獎杯得主，獎杯正正在巴拉福特製造

## 著名球星
- 尼維爾·修禾路（Neville Southall）
- 麥克·舒華沙（Mark Schwarzer）
- 甸恩·李察士（Dean Richards）
- 史超特·麥哥爾（Stuart McCall）
- 李爾·沙柏（Lee Sharpe）
- 賓列圖·卡邦尼（Benito Carbone）
- 史坦·哥利摩亞（Stan Collymore）
- 甸恩·雲達斯（Dean Windass）
- 甸·桑達士（Dean Saunders）